# Eurytoma scalaris
Eurytoma scalaris är en stekelart som beskrevs av Graham 1984. Eurytoma scalaris ingår i släktet Eurytoma och familjen kragglanssteklar.
Artens utbredningsområde är:
- Bulgarien.
- Frankrike.
- Moldavien.
- Ukraina.

Inga underarter finns listade i Catalogue of Life.